# Guvernoratul Tartus
Guvernoratul Tartus (în arabă: مُحافظة طرطوس‎, Muḥāfaẓat Ṭarṭūs) este unul dintre cele 14 guvernorat din Siria. Situat în partea vestică a Siriei, având ieșire la Marea Mediterană și situat la frontiera cu statul Liban. Este unul dintre puținele guvernorate din Siria care are o majoritate alawită. Sursele îl indcă având o suprafață de 1.890 km² sau 1.892 km²,. Capitala sa este orașul Tartus. 

## Istoric
Guvernoratul a făcut parte din punct de vedere istoric din Statul Alawit, care a existat între 1920 și 1936.
A fost anterior parte a guvernoratului Latakia, dar a fost separată în jurul anului 1972.
Regiunea a fost relativ pașnică în timpul războiului civil sirian, fiind în general pro- Regiunea Assad care a rămas sub control guvernamental. Totuși, în 2013 massacrele împotriva musulmanilor sunniți au avut loc în Bayda și Baniyas, și un bombardament suicidal revendicat de Statul Islamic din Irak și Levant a avut loc la Tartus în mai 2016. Tartus este gazda unei importantante Baze navale rusești.

### Situri arheologice
- Castelul Al-Kahf – castel Isma'ili
- Castelul Aleika – castel Isma'ili
- Amrit – oraș fenician
- Chastel Rouge (Qal'at Yahmur) – castel cruciat
- Hosn Suleiman
- Margat – castel cruciat
- Tell Kazel - site din epoca de bronz (posibil orașul antic Sumur)

## Geografie
Guvernoratul Tartus cuprinde aproximativ jumătate din coasta mediteraneeană a Siriei; în larg se află cinci insule mici insule, dintre care cea mai mare este Arwad.În interior, terenul este muntos, cuprinzând o secțiune a lanțului muntos de coastă sirian (Munții Nusayriyah). Râul Nahr al-Kabir formează granița cu Libanul la sud.

### Așezări
Tartus este capitala regională; alte așezări importante includ Al-Hamidiyah, Al Qadmus, Al-Sawda, Ayn ash Shams, Baniyas, Qusaybah și Safita.